# 阿爾達勒
阿爾達勒是伊朗的城市，位於該國西南部札格羅斯山脈中部，由恰哈馬哈勒－巴赫蒂亞里省負責管轄，處於首都德黑蘭西南405公里，海拔高度1,888米，2006年人口8,162。